# Frullania debilis
Frullania debilis là một loài Rêu trong họ Jubulaceae. Loài này được Stephani ex S. Hatt. mô tả khoa học đầu tiên năm 1974.